# Chute libre (film)
Pour les articles homonymes, voir Chute libre et Falling Down.
Pour plus de détails, voir Fiche technique et Distribution.
Chute libre ou L'Enragé au Québec (Falling Down) est un film américain de Joel Schumacher, sorti en 1993.
Avec en vedette les acteurs Michael Douglas, Robert Duvall et Barbara Hershey, ce thriller raconte le parcours chaotique d'un homme, divorcé et maintenant au chômage (Michael Douglas) qui essaye d'atteindre à temps la maison de son ex-femme pour la fête d'anniversaire de leur fille.
En chemin l'homme, surnommé « D-FENS » et dont le nom véritable n'est pas connu avant le milieu du film, se laisse aller à un déchaînement de violence lors de son trajet à pied dans la ville de Los Angeles. Réagissant à une série de rencontres à la fois triviales et provocatrices, l'homme donne avec ironie et violence son avis sur la vie, l'économie, la pauvreté et le mercantilisme de la société actuelle.
Le sergent de police Prendergast (Robert Duvall), un inspecteur du LAPD à un jour de son départ à la retraite, fait face à ses propres frustrations alors qu'il traque l'homme pour l'empêcher de nuire.

## Synopsis
Au début des années 1990, durant un été très chaud, un embouteillage causé par un chantier de travaux publics paralyse de bon matin une portion d'autoroute de Los Angeles. Du fait de la chaleur, l'un des conducteurs bloqués, un homme ayant l'apparence d'un employé de bureau tout droit sorti de la fin des années 1950, craque soudainement et abandonne son véhicule. Laissant sa voiture, dont la plaque d'immatriculation personnalisée indique « D-FENS » au beau milieu de l’embouteillage, l'homme part à pied à la recherche d’une cabine téléphonique.
Alors qu'il demande à un vendeur de supérette de la petite monnaie afin de téléphoner depuis une cabine publique, l'homme se heurte au refus de l'épicier, d'origine coréenne. Pour avoir sa monnaie, le vendeur l'oblige à acheter une canette de soda à un prix que l'homme juge prohibitif, car elle l'empêcherait de passer son coup de fil. Après en avoir débattu avec le commerçant, l’homme, ulcéré par le comportement du vendeur, l'accuse d'être un voleur qui a profité des largesses de son pays d'adoption. Puis, s'emparant de la batte de baseball brandie par l'épicier apeuré, il se met en colère et saccage le petit commerce quand le commerçant lui annonce le prix des diverses denrées de son établissement. Terrifié par le coup de sang de l'homme, l'épicier accepte finalement de lui vendre la canette de soda au prix qu'il juge juste. L'homme quitte peu après les lieux, emportant la batte du commerçant.
Après le départ du forcené, l'épicier se rend au commissariat pour porter plainte. Il y est accueilli par le détective du LAPD Martin Prendergast, un enquêteur de la criminelle proche de la retraite, qui décide de consacrer son dernier jour de travail à retrouver l'homme avant qu'il n'arrive un malheur.
Pendant ce temps, l'homme téléphone à son ex-femme, Beth, mais celle-ci refuse de le laisser voir leur petite fille Adele, dont c'est l'anniversaire ce jour-là. Apparemment perturbé psychologiquement par cette séparation, l'homme lui dit qu'il « revient à la maison », Beth lui rétorquant qu'elle n’hésitera pas à appeler la police.
Alors qu'il se repose sur un terrain vague, ayant mal aux pieds à cause de ses chaussures de ville, l'homme est accosté par deux membres d'un gang de chicanos qui tentent de lui extorquer son attaché-case en le menaçant d'un couteau ; utilisant la batte de baseball prise à l'épicier, l'homme se défend et parvient à mettre en fuite les voyous, récupérant au passage l'une de leurs armes. Plus tard, les membres du gang le recherchent en voiture ; lorsqu'ils le retrouvent, les voyous lui tirent dessus mais manquent leur cible et sont peu après victimes d'un accident de la route qui tue plusieurs d'entre eux. L'homme en profite et subtilise dans la voiture accidentée un sac de sport rempli d'armes à feu, puis tire dans la jambe du gangster survivant pour lui donner une leçon. Peu après, l'homme abandonne son attaché-case, le donnant à un mendiant dans un parc qui insistait pour avoir quelque chose. La mallette est vide, mis à part le déjeuner frugal de l'homme que le mendiant, dégoûté, jette à terre.
L'homme se rend ensuite dans un fast-food, le Whammy Burger, où il exige qu'on lui serve un petit déjeuner alors que l'horaire pendant lequel est servi ce type de repas vient juste de se terminer. Face au refus du responsable de l'établissement, l'homme sort un pistolet-mitrailleur de son sac et le brandit pour appuyer son point de vue selon lequel « le client a toujours raison ». Ensuite, il tire par inadvertance une rafale de son arme au plafond, la détente du pistolet-mitrailleur s'avérant très sensible, alors qu'il essaie d'apaiser la tension en parlant aux autres clients du restaurant, pétrifiés de peur. Puis, changeant d'avis, l'homme opte pour un déjeuner. Après avoir reçu son repas, l'homme en critique l'aspect, mettant en parallèle la représentation publicitaire aguicheuse de son burger qu'il voit affiché sur les murs du restaurant avec ce qu'il a devant lui.
Poursuivant sa route, l'homme achète à un marchand ambulant un cadeau d'anniversaire pour sa fille, puis tente à plusieurs reprises d'appeler son ex-femme au téléphone. À un moment, une autre personne tente d'utiliser la cabine téléphonique où il se trouve, mais l'homme, excédé, détruit celle-ci avec son pistolet-mitrailleur.
Dans le même temps Beth, son ex-femme, contacte la police en les informant de l'identité de l'homme (William Foster, un ancien salarié de l'industrie de la Défense, depuis peu au chômage) ainsi que de ses problèmes psychologiques. Cependant, les policiers ne lui sont pas d'une grande aide.
Foster arrive ensuite dans un magasin de surplus militaire afin de s'acheter une paire de chaussures de marche. Il y fait la connaissance du propriétaire, Nick, un néo-nazi par ailleurs homophobe revendiqué. Nick, qui écoute illégalement la fréquence radio de la police, se rend compte que Foster est recherché par les autorités et le prend pour un milicien. Lorsqu’une inspectrice du LAPD arrive dans la boutique pour demander s'il a vu Foster, Nick protège celui-ci en mentant à la policière. Puis, il emmène son nouvel ami dans son arrière-boutique, et lui montre des souvenirs de la Première et Seconde Guerre mondiale (notamment une boîte de Zyklon B), ainsi qu'un lance-roquette moderne compact. Mais, étant en désaccord avec ses idéaux xénophobes, Foster le rejette. Furieux, Nick le met en joue avec son pistolet puis fouille son sac, détruisant le cadeau que Foster avait acheté pour sa fille en parlant d'un « truc de pédés ». Il tente ensuite de le menotter pour le livrer à la police et fantasme sexuellement sur lui, imaginant que Foster va se faire violer par des Noirs en prison. Mais Foster se rebelle et, après s'être battu contre Nick, finit par lui planter dans l'épaule le couteau subtilisé aux chicanos, et l'achève en lui tirant dessus avec son arme. Ce faisant, la folie de Foster atteint le point de non-retour. Il quitte le magasin après avoir changé de tenue pour arborer un treillis de G.I, emportant le lance-roquette.
En chemin, Foster tombe sur le site de travaux publics qui avait causé l'embouteillage au début du film. Avisant l'un des employés du chantier, il lui affirme que son patron facture des travaux injustifiés pour conserver son budget. Il s'énerve, sort le lance-roquette et (après avoir reçu des conseils de la part d'un garçon qui était sur les lieux) tire par accident dans une canalisation en travaux, la faisant exploser.
Son parcours le mène ensuite sur un terrain de golf privé, où un joueur âgé le réprimande pour son intrusion puis le vise avec sa balle de golf. Foster réplique en sortant un fusil à pompe de son sac, puis tire sur la voiturette de golf des joueurs (dont les freins lâchent et qui dévale la pente vers un étang), critiquant dans le même temps l'utilisation faite de ce lieu, selon lui plus utile comme parc public. Le joueur âgé est alors victime d'une crise cardiaque ; pendant que son collègue va chercher du secours, le malheureux réclame ses pilules qui se trouvent dans la voiturette. Mais Foster, cyniquement, lui répond que s'il l'avait laissé traverser tranquillement « son » golf, il ne serait pas en train de mourir avec un chapeau ridicule sur la tête, puis passe son chemin.
Pendant ce temps, Prendergast apprend petit à petit que Foster — dont le nom n'est prononcé qu'une seule fois dans tout le film — a perdu son emploi dans le secteur de la Défense car il n'est plus « économiquement viable », que son mariage s'est désintégré et qu'il n'a pas le droit de voir sa fille, ayant harcelé son ex-femme Beth. Prendergast, ayant lui-même perdu une fille en bas âge, craint que ce déséquilibré ne tue sa famille dans un moment de folie.
Continuant sa route, Foster se rapproche du domicile de son ex-femme en passant par la luxueuse propriété d'un chirurgien esthétique. Il surprend le gardien et sa famille se baignant dans la piscine, les prend pour les propriétaires et les rudoie car il s'est blessé à la main avec le grillage de la clôture. Entendant une sirène de police, Foster prend la main de la fillette du gardien et conduit la famille un peu plus loin, pour les mettre à l'abri (ces derniers croyant à tort qu'il les a pris en otages). L'alerte passée, Foster se morfond sur son sort, évoquant avec amertume sa séparation avec son ex-femme, l'amour qu'il porte pour sa fille et son désir de « revenir à la maison », puis quitte les lieux.
Lorsqu'il arrive enfin aux alentours de la maison de son ex-femme, située sur Venice Beach, Foster rate de peu Beth quand celle-ci l'aperçoit au loin et prend la fuite avec sa fille, les deux partant se réfugier vers la jetée où ils avaient, autrefois, tous les trois l'habitude d'aller se promener. Dans la maison vide, Foster regarde une ancienne cassette vidéo des jours heureux (sur laquelle ses troubles mentaux, qui lui causent des accès de rage, apparaissent déjà), et comprend soudainement que Beth est partie sur la jetée.
Prendergast, de son côté, laisse tomber son pot de départ au commissariat (qui ne finit pas comme prévu) et arrive sur les lieux. Il y retrouve Foster, qui a alors rejoint son ex-femme et sa fille sur la jetée, et comprend que celui-ci est armé. Après l'avoir désarmé et fait évacuer les deux femmes, Prendergast tente de raisonner Foster en attendant l'arrivée des renforts. Le mettant en joue avec son arme, il lui affirme qu'il n'est qu’une victime de la récession parmi tant d'autres, et que cela ne lui donne pas le droit de se venger sur tout le monde. Foster réplique en annonçant au policier qu'il a sur lui un autre pistolet, et lui propose de faire un duel. Quelques instants plus tard, Foster dégaine un pistolet à eau ; Prendergast, croyant avoir affaire à une arme réelle, tire sur Foster et le tue, son corps chutant à la renverse dans la mer.
Après ce drame, Beth organise malgré tout la fête d'anniversaire de sa fille, celle-ci n'ayant pas vu les derniers instants de son père. Sur les conseils de Prendergast, Beth accepte d'en parler à sa fille le lendemain.
Avant de partir, le policier discute avec la fillette sur le perron de la maison de Beth, révélant à cette occasion qu'il renonce à prendre sa retraite.

## Fiche technique
- Titre français : Chute Libre
- Titre québécois : L'Enragé
- Titre original : Falling Down
- Réalisation : Joel Schumacher
- Scénario : Ebbe Roe Smith (en)
- Musique : James Newton Howard
- Photographie : Andrzej Bartkowiak
- Montage : Paul Hirsch
- Production : Arnold Kopelson et Herschel Weingrod
- Sociétés de production : Alcor Pictures, Canal+, Regency Enterprises et Warner Bros.
- Société de distribution : Warner Bros.
- Pays d'origine :  États-Unis
- Langues originales : anglais, espagnol et coréen
- Format : couleurs - 2,35:1 - Dolby Digital - 35 mm
- Genre : thriller, drame, policier
- Durée : 113 minutes
- Dates de sortie :
  - États-Unis : 26 février 1993
  - France : 26 mai 1993
- Classification[3] :
  - États-Unis : R - Restricted
  - France : interdit aux moins de 12 ans lors de sa sortie en salles et à la télévision

## Distribution
- Michael Douglas (VF : Patrick Floersheim ; VQ : Hubert Gagnon) : William Foster, alias « D-FENS »
- Robert Duvall (VF : Jacques Richard ; VQ : Jean Fontaine) : l'inspecteur Martin Prendergast
- Barbara Hershey (VF : Béatrice Delfe[4] ; VQ : Marie-Andrée Corneille[5]) : Elizabeth « Beth » Travino
- Tuesday Weld (VF : Michèle Bardollet ; VQ : Dyne Mousso) : Amanda Prendergast
- Rachel Ticotin (VF : Marie Vincent ; VQ : Claudine Chatel) : le détective Sandra
- Frederic Forrest (VF : Daniel Russo ; VQ : Yves Corbeil) : Nick, le patron du surplus militaire
- Lois Smith (VF : Liliane Gaudet ; VQ : Louise Turcot) : la mère de William Foster
- Joey Hope Singer (VQ : Kim Jalabert) : Adele Foster-Travino
- Ebbe Roe Smith (en) : un homme sur l'autoroute
- Michael Paul Chan (VF : Jim Adhi Limas ; VQ : Marc Bellier) : l'épicier coréen Lee
- Raymond J. Barry (VF : Robert Party ; VQ : Claude Préfontaine) : le capitaine Yardley
- D. W. Moffett (VF : Pierre Laurent ; VQ : Mario Desmarais) : l'inspecteur Lydecker
- Steve Park (VF : Bertrand Liebert) : l'inspecteur Brian
- Kimberly Scott (VQ : Carole Chatel) : l'inspecteur Jones
- James Keane (en) : l'inspecteur Keene
- Richard Montoya (en) (VQ : Jean-Marie Moncelet) : l'inspecteur Sanchez
- Macon McCalman : l'inspecteur Graham
- Vondie Curtis-Hall (VF : Pascal N'Zonzi) : l'homme à la pancarte
- Brent Hinkley : Rick, le responsable du Whammyburger
- Dedee Pfeiffer (VF : Rafaèle Moutier) : Sheila, une employée du Whammyburger
- Karina Arroyave : Angie, la passagère dans la voiture des gangsters latinos

## Production

### Développement
Dans une interview moins d'une semaine avant la sortie du film, le scénariste Ebbe Roe Smith (en) donna son interprétation au sujet de l’objet du film : « Selon moi, bien que le film traite de problèmes urbains complexes, il parle en réalité d'une seule chose fondamentale : le personnage principal représente l’ancienne structure du pouvoir des États-Unis, devenue archaïque et irrémédiablement perdue. Et de cette façon, je suppose que vous pourriez dire que D-FENS est comme Los Angeles. Pour les deux, le moment est venu de s'adapter ou de mourir […]. »

### Attribution des rôles
La coupe de cheveux en brosse, emblématique, du personnage de Foster est l'idée du réalisateur Joel Schumacher et de la coiffeuse-styliste du film, Lynda Gurasich.
Michael Douglas dira que cela l'aida à entrer dans le personnage, un vétéran de l'industrie militaire ou de la Défense : « Cela m'a donné l'impression [d'un personnage venant] de la fin des années 50 et du début des années 60, et d’une certaine manière vous avez le sentiment que mon personnage est venu d’un autre temps, ou bien qu'il souhaite ou espère une autre époque, quand les choses avaient encore un sens. » Douglas ajouta, concernant le personnage : « Il y a beaucoup de gens qui sont à un chèque de salaire d'être à la rue et au chômage, ayant pourtant tout fait correctement ; ils ont été responsables, ils ont essayé, [et] ils ne savent pas ce qui ne va pas ! Nous avons gagné la guerre, que s'est-il passé ? »
L'actrice Dedee Pfeiffer qui incarne le personnage de Sheila, une employée du Whammyburger, est la sœur cadette de l'actrice Michelle Pfeiffer.

### Tournage
Chute libre a été tourné en Californie, notamment à Lynwood dans le comté de Los Angeles.
Le tournage débute en mars 1992 et se poursuit jusqu'à la fin d'avril, malgré les importantes émeutes à Los Angeles cette année-là. Le 30 avril, les événements sont suffisamment importants pour que le tournage soit forcé de se terminer plus tôt dans la journée. Au fil des émeutes, l'équipe de tournage produit davantage de séquences en studio, aux Warner Bros. Studios de Burbank. Le 4 mai, lorsque l'équipe de tournage souhaite reprendre ses prises de vues à Pasadena, les demandes initiales sont refusées par les autorités, ce qui entraîne des retards. Le tournage se termine finalement à la fin juin 1992. La chef décoratrice, Barbara Ling, déclara qu'ils avaient dû « établ[ir] une carte pour traverser [Los Angeles] de Silver Lake jusqu'au centre-ville en passant par Koreatown ».
Le restaurant « Whammy Burger » que l'on voit dans le film, actuellement l'« Angelo's Burgers », est aussi situé à Lynwood.

## Accueil

### Accueil critique
Chute libre rencontre un accueil critique majoritairement positif.
Sur le site agrégateur de critiques Rotten Tomatoes, le film obtient un score de 73 % d'avis favorables, sur la base de 56 critiques collectées et une note moyenne de 6,76/10 ; le consensus du site indique : « La vision conviviale de style pop-corn de [Chute libre] sur ses thèmes complexes s'avère inquiétante — et est finalement appropriée pour [montrer] une image tristement divertissante de la rupture d'un homme en colère avec la réalité ». Sur Metacritic, le film obtient une note moyenne pondérée de 56 sur 100, sur la base de 21 critiques collectées ; le consensus du site indique : « Avis généralement favorables ».

### Box-office
En Amérique du nord, Chute libre rencontre un succès commercial modeste, récoltant 40 903 593 dollars au box-office ; il prend la tête du box-office pendant deux semaines, tandis qu'à l'international, il engrange 55 100 000 $ de recettes, pour un total de près de 96 000 000 $. En France, le film totalise 894 155 entrées et reste six semaines dans le top 10 hebdomadaire. Le long-métrage frôle les 2 000 000 d'entrées en Allemagne.

## Distinctions
- Sélection en compétition officielle au festival de Cannes 1993
- Prix Edgar-Allan-Poe du meilleur scénario

## Dans la culture populaire

### Musique
- Le groupe Iron Maiden s'est inspiré du film pour sa chanson Man on the Edge, présente sur l'album The X Factor (1995)[18].
- Le rappeur Disiz la Peste s'est inspiré du film pour sa chanson J'pète les plombs, présente sur l'album Le Poisson rouge (2000)[19].
- Le groupe CunninLynguists s'est inspiré du film pour sa chanson Falling Down, présente sur l'album SouthernUnderground (2003)[20].
- Le groupe Rammstein s'est inspiré du film pour ses photos promotionnelles de l'album Reise, Reise (2004).[réf. souhaitée]
- Le chanteur Helmut Fritz cite le film dans la chanson 7 h 45, présente sur l'album En Observation (2009)[réf. souhaitée].
- Le groupe Foo Fighters a fait une parodie du film dans le clip vidéo de la chanson Walk, présente sur l'album Wasting Light (2011)[21].

### Télévision
- Dans la série Esprits criminels (saison 4, épisode 11, « Monsieur tout le monde »), le suspect de l'affaire en cours dont l'intrigue se déroule à Los Angeles est inspiré du personnage de D-Fens.
- Dans l'émission Very Bad Blagues (2011-2012), le duo comique Palmashow fait un clin d'œil au film dans les épisodes intitulés « Quand on est dans les bouchons » et « Quand on est dans le métro ».
- Dans la série policière Rex, chien flic, l'épisode final de la saison 2 ("La dernière enquête de Stöcki") s'inspire fortement du film en présentant un homme ivre de rage et de vengeance au chômage, et prêt à tout pour retrouver sa fille dont il a perdu la garde suite à des violences sur elle et son ex-femme.

### Jeux de société
- Dans le jeu Zombicide saison 1, 1re édition (2012) & 2e édition (2020), le personnage de Doug s'inspire de D-Fens, étant représenté avec deux armes en main et un sac en bandoulière rempli d'armes.